# Масаши Окагаки
Масаши „Джил“ Окагаки (на японски: 岡垣正志) е японски хард и метъл кийбордист, органист и основател на групата Jill's Project. Роден е в град Осака, Япония.
Изданията на Jill's Project се осъществяват между 2006 и 2008 г. Основният принос в музикалното изкуство на Масаши е в съвмесрната му дейност с група Terra Rosa (от 1984), но си сътрудничи и с Aphrodite (от 2012).

## Дискография

### С Jill's Project
- 2006: Crazy Me (EP)
- 2007: Nosferatu
- 2008: Bloody Chronicle 2

### С Aphrodite
- 2013: Ragnarok -Scarlet Fantasia XIII-
- 2019: Worship

### С Terra Rosa
- 1984: Terra Rosa 1st (демо)
- 1985: Terra Rosa 2nd (демо)
- 1987: The Endless Basis
- 1989: Honesty
- 1990: 火の中に影 (сингъл)
- 1991: Sase
- 1992: Live...Final Class Day (на живо)
- 1999: Primal ~Terra Rosa Rare Tracks~ (компилация)
- 2008: Terra Rosa of Angry Waves (EP) (диск 1, песни 1 – 5, диск 2, песни 2 – 4)
- 2017: Terra Rosa Live from Coda (на живо)